# Cristóbal I de Dohna-Schlodien
El Burgrave y Conde Cristóbal I de Dohna-Schlodien (en alemán: Christoph I. zu Dohna-Schlodien; 2 de abril de 1665 - 11 de octubre de 1733) fue un general y diplomático prusiano.

## Biografía
Dohna nació en el palacio de Coppet, en las cercanías de Ginebra, siendo uno de los hijos de Federico de Dohna (1621-1688), gobernador del Principado de Orange, por su matrimonio con Sperentia du Puy Montbrun. Él y su hermano Alejandro fueron educados privadamente por Pierre Bayle.
Dohna se unió al Ejército prusiano en 1670 y fue promovido a Capitán en 1680. Combatió en Hungría en 1686 en la Gran Guerra Turca y se convirtió en Coronel de los Grands Mousquetaires el 20 de octubre de 1686. En 1692 combatió en la Guerra de los Nueve Años contra Francia, alcanzando el mando de un regimiento de infantería y siendo promovido a Mayor General en 1698. El mismo año, fue enviado en una misión diplomática a Inglaterra. En 1704, entró en conflicto con Johann Kasimir Kolbe von Wartenberg y perdió mucha de su influencia en la corte real prusiana, pero retornó tras la dimisión de Kolbe. En 1711 Dohna fue el enviado prusiano en la elección del emperador Carlos VI del Sacro Imperio Romano Germánico, y fue promovido a General de Infantería por Federico I de Prusia en 1713. Dohna se convirtió en Amtshauptmann de la Holanda prusiana y tomó parte en el Sitio de Stralsund en 1715. Se retiró el 10 de febrero de 1716 y retornó a sus propiedades en Prusia Oriental.
Contrajo matrimonio con una prima, Frede (Frederica) Marie von Dohna (28 de diciembre de 1660 - 22 de noviembre de 1729) el 18 de noviembre de 1690. Sus hijos Guillermo Alejandro (1695-1749) y Cristóbal II fueron generales prusianos. Su hija Úrsula Ana de Dohna-Schlodien-Carwinden (31 de diciembre de 1700 - 17 de marzo de 1761) desposó a Federico Guillermo II, el hijo del Duque Federico Luis de Schleswig-Holstein-Sonderburg-Beck.
Dohna fue el primero en añadir Schlodien a su nombre y murió en su finca familiar de Schlodien.